# 리미티드 애니메이션

리미티드 애니메이션의 예. 인물은 움직이지 않고 배경만 이동시킴으로써 날아가는 모양의 애니메이션을 구현할 수 있다.

일본 스타일의 GIF 기반 리미티드 애니메이션

리미디트 애니메이션(Limited Animation)은 전체 프레임을 전부 그리지 않고 가변적으로 프레임 사이에서 공통되는 부분을 재사용하여 만들어내는 애니메이션의 제작 과정 중 하나이다. 리미티드 애니메이션의 주요 특징 중 하나는 모든 형태와 모양이 일치된 디자인이다. 초기에는 이것이 '모던 디자인'으로 언급되었다. 월트 디즈니가 제작한 1930년대와 1940년대 장편 애니메이션은 매 프레임을 절묘한 세세한 부분과 함께 사실적인 애니메이션화된 형태를 묘사하는 것을 목표로 하였다. 이러한 형식의 애니메이션은 시간이 많이 들고 제작 비용도 높다. 하지만 리미티드 애니메이션은 같은 효과를 만들기 위해 추상화된 그림, 상징이 있는 동화를 더 적게 만들어서 비용이 훨씬 더 적게 든다. 이러한 스타일의 애니메이션은 추가적인 그림 없이 변화를 가정할 수 있는 애니메이터의 기술에 많이 의존한다. 왜냐하면 부적절한 리미티드 애니메이션의 사용은 매우 부자연스럽게 보이기 쉽기 때문이다. 또한, 리미티드 애니메이션은 애니메이터가 현실계의 경계 밖에 있는 예술적 형식도 시도해 볼 수 있도록 해 준다. 이러한 결과는 만일 애니메이션이 완전히 현실적인 상황만을 만들어내는 것에 몰두했었다면 만들어지지 않았을 것이다.
리미티드 애니메이션 제작은 동화의 수를 줄이는 것을 목표로 한다. 영화는 24프레임으로 촬영이 된다. 보통 애니메이션의 경우 동화는 1초당 12번 사용되며, 같은 동화를 2번씩 보여주어 24프레임을 만든다. 움직임이 빠른 장면에서는 1초당 동화 24개를 그려서 같은 동화를 한 번만 사용하게 된다. 캐릭터가 움직이지 않을 때에는 어느 정도 시간 동안 같은 그림을 계속 보여준다. 리미티드 애니메이션은 원화 사이에 끼워넣는 동화의 수를 주로 줄이는데 설계를 제대로 하지 않으면 영상이 뚝뚝 끊겨서 보일 수 있다. 종합해보자면, 리미티드 애니메이션 기법을 사용하면 시간을 절약하는 기술을 사용할 수 있어서 원화나 애니메이션의 연출의 질을 올릴 수 있기 때문에 리미티드 애니메이션 기법을 사용한다고 해서 품질이 낮은 것도 아니다.

## 같이 보기
- 셀 애니메이션
- 컷아웃 애니메이션
- 플래시 애니메이션
- 어덜트 스윔